# علاقة عودية
في الرياضيات، العلاقة العودية (بالإنجليزية: Recurrence relation)‏ هي معادلة تعرف متتالية أو جدولا متعدد الأبعاد من القيم باستعمال الاستدعاء الذاتي.

## أمثلة
متتالية فيبوناتشي وهي مجموعة أعداد معرفة على أنه كل عدد يساوي مجموع العددين قبله